# Монструм из Филаделфије
Монструм из Филаделфије је епизода Загора објављена у свескама бр. 137. и 138. у издању Веселог четвртка. Свеске су објављене 2. и 30. августа 2018. Коштале су по 270 дин (2,27 €; 2,65 $) свака. Епизода је укупно имала 137 страна. Први део објављен у бр. 137. (стр. 55-98), а 2. део у бр. 138. (стр. 5-98).

## Оригинална епизода
Оригинална епизода под називом Il monstro di Philadephia објављена је премијерно у бр. 605 и 606. регуларне едиције Загора која је у Италији у издању Бонелија изашла 2. децембар 2015, одн. 2. јануара 2016. Епизоду је нацртаао Фабрицио Русо, а сценарио написао Морено Буратини. Насловну страну за обе свеске нацртао је Галијено Фери. Коштале су 3,5 €.

## Кратак садржај
Након авантуре са Хелингенон у бази "Другде", Загор и Чико наилазе на Едгар Алана Поа (такође тајни агент базе под конспиративним именом Гавран). По је ошамућен од велике количне алкохола, па му Загор и Чико помажу да дође кући. У кући затичу непознатог човек који претура по Поовима стварима. Незнанац успева да побегне Загору преко крова. По је убеђен да упад има везе са серијским убицом који, након што убије своје жртве, једе делове њиховог тела. Верује да се убица зове Рејнолдс, којег је упознао пре пар месеци. По, Загор и Чико крећу до места где Рејнолдс живи да би се уверили да ли је то заиста он.